# Atysilla ampullata
Atysilla ampullata är en skalbaggsart som beskrevs av Louis Burgeon 1946. Atysilla ampullata ingår i släktet Atysilla och familjen Melolonthidae. Inga underarter finns listade.